# Minapis pseudonigra
Minapis pseudonigra is een vliesvleugelig insect uit de familie Tanaostigmatidae. De wetenschappelijke naam is voor het eerst geldig gepubliceerd in 1944 door Gomes.